# Diócesis de Kumba
La diócesis de Kumba (en latín: Dioecesis Kumbana y en inglés: Roman Catholic Diocese of Kumba) es una circunscripción eclesiástica de la Iglesia católica en Camerún. Se trata de una diócesis latina, sufragánea de la arquidiócesis de Bamenda. Desde el 15 de marzo de 2016 su obispo es Agapitus Enuyehnyoh Nfon.

## Territorio y organización
La diócesis tiene 11 431 km² y extiende su jurisdicción sobre los fieles católicos de rito latino residentes en la región del Sudoeste en los departamentos de Meme y de Ndian y en parte del de Kupe-Manenguba.
La sede de la diócesis se encuentra en la ciudad de Kumba, en donde se halla la Catedral del Sagrado Corazón de Jesús.
En 2021 en la diócesis existían 21 parroquias.

## Historia
La diócesis fue erigida por el papa Francisco el 15 de marzo de 2016 con la bula Qui consiliis divinis, derivando su territorio de la diócesis de Buea.

## Estadísticas
Según el Anuario Pontificio 2022 la diócesis tenía a fines de 2021 un total de 257 650 fieles bautizados.
| Año                                                                             | Población            | Población | Población      | Sacerdotes | Sacerdotes    | Sacerdotes    | Bautizados por sacerdote | Diáconos permanentes | Religiosos | Religiosos | Parroquias |
| Año                                                                             | Bautizados católicos | Total     | % de católicos | Total      | Clero secular | Clero regular | Bautizados por sacerdote | Diáconos permanentes | Varones    | Mujeres    | Parroquias |
| ------------------------------------------------------------------------------- | -------------------- | --------- | -------------- | ---------- | ------------- | ------------- | ------------------------ | -------------------- | ---------- | ---------- | ---------- |
| 2016                                                                            | 205 491              | 562 988   | 36.5           | 41         | 36            | 5             | 5011                     |                      | 5          | 44         | 16         |
| 2019                                                                            | 253 300              | 564 561   | 44.9           | 42         | 32            | 10            | 6030                     |                      | 11         | 11         | 25         |
| 2021                                                                            | 257 650              | 574 461   | 44.9           | 44         | 36            | 8             | 5855                     |                      | 11         | 23         | 21         |
| Fuente: Catholic-Hierarchy, que a su vez toma los datos del Anuario Pontificio. |                      |           |                |            |               |               |                          |                      |            |            |            |

## Episcopologio
- Agapitus Enuyehnyoh Nfon, desde el 15 de marzo de 2016